# Communauté de communes Seine-Austreberthe
La Communauté de communes de Seine-Austreberthe est une ancienne communauté de communes française, située dans le département de la Seine-Maritime et la région Haute-Normandie.
La communauté, dont le siège était à Saint-Pierre-de-Varengeville, a été créée le 31 décembre 1997.
Le 1er janvier 2010, la Communauté de communes Seine-Austreberthe a fusionné avec trois autres structures intercommunales pour former la Communauté d'agglomération Rouen-Elbeuf-Austreberthe (CREA).

## Composition
Au 31 décembre 2009, la communauté de communes regroupait 14 communes de l'ouest de l'arrondissement de Rouen (les 14 communes sont sur le canton de Duclair) :
| Code INSEE | Commune                       | Maire                    | Population | Superficie | Densité      | Délégués |
| ---------- | ----------------------------- | ------------------------ | ---------- | ---------- | ------------ | -------- |
| 76020      | Anneville-Ambourville         | Henri Gabrielli          | 958 hab.   | 2 033 ha   | 46 hab./km2  | 2        |
| 76056      | Bardouville                   | Claude Thomas-dit-Dumont | 583 hab.   | 861 ha     | 66 hab./km2  | 2        |
| 76088      | Berville-sur-Seine            | Nicole Basselet          | 552 hab.   | 701 ha     | 78 hab./km2  | 2        |
| 76222      | Duclair                       | Joseph Macé              | 4 163 hab. | 1 002 ha   | 415 hab./km2 | 5        |
| 76237      | Épinay-sur-Duclair            | Denise Carpentier        | 467 hab.   | 661 ha     | 58 hab./km2  | 2        |
| 76354      | Hénouville                    | Bruno Huré               | 1 233 hab. | 1 068 ha   | 113 hab./km2 | 2        |
| 76378      | Jumièges                      | Joëlle Tétard            | 1 729 hab. | 1 875 ha   | 91 hab./km2  | 3        |
| 76436      | Le Mesnil-sous-Jumièges       | Yannick Deconihout       | 557 hab.   | 684 ha     | 80 hab./km2  | 2        |
| 76513      | Quevillon                     | Jean-Pierre Petit        | 633 hab.   | 1 123 ha   | 47 hab./km2  | 2        |
| 76614      | Saint-Martin-de-Boscherville  | Hubert Saint             | 1 532 hab. | 1 291 ha   | 116 hab./km2 | 3        |
| 76631      | Saint-Paër                    | Valère His               | 1 365 hab. | 1 836 ha   | 72 hab./km2  | 3        |
| 76636      | Saint-Pierre-de-Varengeville  | Pierrette Canu           | 2 293 hab. | 1 318 ha   | 172 hab./km2 | 3        |
| 76608      | Sainte-Marguerite-sur-Duclair | Patrick Simon            | 1 537 hab. | 726 ha     | 209 hab./km2 | 3        |
| 76759      | Yville-sur-Seine              | François Le Gallo        | 442 hab.   | 825 ha     | 52 hab./km2  | 2        |

Les chiffres de population retenus sont la population sans doubles comptes (recensement général de la population de 1999).